# Егошин, Тихон Фёдорович
Ти́хон Фёдорович Его́шин (28 июня 1907, Коряковцы, Вятская губерния — 1 августа 1944, Даугавпилсский край) — советский военачальник, генерал-майор (29.07.1944).

## Биография
Родился в деревне Коряковцы (ныне — в Новоторъяльском районе Республики Марий Эл). Русский.
До службы в армии заведовал Елембаевской и Липовской школами 1-й ступени Марийской АССР. С ноября 1930 по март 1933 г. учился в Горьковском радиотехникуме и одновременно работал техником-лаборантом на Горьковском радиотелефонном комбинате им. В. И. Ленина.
В марте 1933 года призван в РККА и зачислен курсантом в команду одногодичников 52-го стрелкового полка 18-й стрелковой дивизии МВО в городе Ярославль, по её окончании служил в 54-м стрелковом полку командиром стрелкового взвода и взвода полковой школы, командиром роты, помощником начальника и начальником полковой школы в городе Ростов-Ярославский. Затем полк в составе дивизии был переведён в ЛВО в город Медвежьегорск.
С апреля 1939 года старший лейтенант Егошин учился в Военной академии РККА им. М. В. Фрунзе, затем после 1-го курса в июне 1940 года переведён слушателем в Высшую спецшколу Генштаба Красной армии.
В 1940 году вступил в ВКП(б).
С началом Великой Отечественной войны в августе 1941 года выпущен из школы и назначен начальником 1-го (оперативного) отделения штаба 380-й стрелковой дивизии СибВО, формировавшейся в городе Славгород Алтайского края. После сформирования убыл с ней на Карельский фронт в район Вытегра. В январе 1942 года по распоряжению Ставки ВГК дивизия была переброшена на Калининский фронт в район Нелидово, где вошла в состав 22-й армии. С 21 февраля её части в составе этой армии участвовали в Сычевско-Вяземской наступательной операции. В марте 1942 года майор Егошин назначен начальником штаба этой же 380-й стрелковой дивизии.
С августа исполнял должность заместителя начальника оперативного, а с ноября — разведывательного отделов 22-й армии.
3 декабря 1942 года был допущен к командованию 238-й стрелковой дивизией. С 5 декабря её части находились в обороне, прикрывая правый фланг армии. С 23 января 1943 года дивизия находилась в резерве Калининского фронта и 22-й армии.
15 февраля 1943 года был переведён командиром 114-й отдельной стрелковой бригады, входившей в 22-, 39- и 43-ю армии. В сентябре — октябре бригада в составе 43-й армии отличилась в Духовщинско-Демидовской наступательной операции. Приказом ВГК от 22 сентября 1943 года за освобождение города Демидов ей было присвоено наименование «Демидовская».
28 октября 1943 года полковник Егошин допущен к временному командованию 270-й стрелковой дивизией, с возвращением из госпиталя прежнего командира полковника И. П. Беляева с 28 ноября вновь вернулся в 114-ю отдельную стрелковую Демидовскую бригаду.
С 7 декабря 1943 года исполнял должность командира 332-й Ивановской стрелковой дивизии им. М. В. Фрунзе. Во второй половине декабря она в составе 4-й ударной, затем 43-й армий этого же фронта вела наступательные бои на витебском направлении. С января 1944 года дивизия находилась в резерве 43-й армии, затем в распоряжении 1-го Прибалтийского фронта. В начале марта её части вели преследование противника в направлении станции Дретунь. Продвинувшись на 15 км, они встретили организованное сопротивление и перешли к обороне. С 29 июня дивизия в составе 4-й ударной армии 1-го, а с 4 июля — 2-го Прибалтийских фронтов участвовала в Белорусской, Полоцкой наступательных операциях. Приказом ВГК от 23 июля 1944 года за отличия в боях при освобождении города Полоцк ей было присвоено наименование «Полоцкая». Продолжая наступление, её части участвовали в Шяуляйской наступательной операции.
31 июля 1944 года при артиллерийском налете противника по пути к НП на плацдарме у реки Дубна генерал-майор Егошин был тяжело ранен и на следующий день 1 августа умер от ран. Похоронен в городе Даугавпилс, ул. Ригас, парк Дубровина.

## Награды
- два ордена Красного Знамени (20.06.1943, 10.07.1944)
- орден Отечественной войны 1-й степени (14.09.1943)

Приказы (благодарности) Верховного Главнокомандующего в которых отмечен Егошин Т. Ф.
- За овладение штурмом одним из мощных узлов обороны немцев городом Демидов. 22 сентября 1943 года № 21
- За овладение штурмом городом и важным железнодорожным узлом Полоцк — мощным укрепленным районом обороны немцев, прикрывающим направление на Двинск. 4 июля 1944 года № 129